# Ahmôsis Ier
Vous lisez un « article de qualité » labellisé en 2009.
Pour les articles homonymes, voir Ahmès.
Ahmôsis Ier (ou Ahmès Ier, Iâhmes Ier ou encore Amosis), dont le nom signifie « Né de Iâh », est un pharaon de l'Égypte antique et le fondateur de la XVIIIe dynastie. Il est membre de la maison royale de Thèbes, fils du pharaon Seqenenrê Tâa et proche parent du dernier pharaon de la XVIIe dynastie, le roi Ouadjkheperrê Kames. Manéthon lui attribue vingt-cinq années de règne. Il est d'abord roi de Thèbes de 1550/1549 à 1540 av. J.-C., puis de toute l'Égypte jusqu'en 1525/1524 av. J.-C..
Sous le règne de son père ou grand-père, Thèbes s'était révoltée contre les Hyksôs, des envahisseurs étrangers qui régnaient sur la Basse-Égypte. Ahmôsis n'a que sept ans lorsque son père est tué au cours de ce conflit. Après trois ans de règne, Ouadjkheperrê Kames, qui est monté sur le trône de Thèbes, meurt pour une raison inconnue. Ahmôsis a environ dix ans lorsqu'il monte sur le trône à son tour. Il prend le nom de Neb-Pehty-Rê lors de son couronnement.
Durant son règne, il poursuit avec succès la reconquête du delta du Nil, qui s'achève par l'expulsion des Hyksôs. Il restaure la domination thébaine sur l'ensemble de l'Égypte et réaffirme la puissance égyptienne au-delà de ses frontières. Les anciens territoires de Nubie et de Canaan repassent sous son contrôle. Il réorganise l'administration du pays, rouvre des carrières, des mines et des routes commerciales. Il entreprend de grands projets de construction, d'une ampleur jamais atteinte depuis le Moyen Empire, et qui comprennent l'édification de la dernière pyramide d'Égypte. Le règne d'Ahmôsis Ier jette les bases du Nouvel Empire, durant lequel la puissance égyptienne atteindra son apogée.

## Généalogie
Ahmôsis descend de la XVIIe dynastie thébaine. Ses grands-parents, Senakhtenrê Iâhmes et Tétishéri, ont eu au moins douze enfants, y compris ses parents Seqenenrê Tâa et Ahhotep, « épouse royale et sœur de roi, fille de roi et mère du prince (ity) »,. Le frère et la sœur se marient et ont un premier fils, Ahmosé, qui meurt jeune,, puis le futur Ahmôsis Ier, plusieurs filles, et peut-être Ouadjkheperrê Kames. Le second fils, Ahmôsis Ier, suit la tradition et épouse plusieurs de ses sœurs, dont Ahmès-Néfertary, sa grande épouse royale, qui sera la première reine à assumer la fonction sacerdotale d’« épouse du dieu ». Ils ont plusieurs enfants, dont les filles : Ahmosé-Méritamon, Satamon et les fils : Siamon, Ahmosé-Ânkh, Amenhotep Ier et Ramosé. Ils sont peut-être également les parents de Moutneferet, qui sera l'épouse de Thoutmôsis Ier. Ahmosé-Ânkh est l'héritier présomptif, mais il précède son père dans la mort entre la 17e et la 22e année du règne de ce dernier. Amenhotep Ier lui succède après une possible corégence.
Il n'y a pas de rupture nette dans la lignée de la famille royale entre la XVIIe et la XVIIIe dynastie. L'historien Manéthon, qui écrivit beaucoup plus tard, considère cependant l'expulsion des Hyksôs et le rétablissement de la souveraineté égyptienne après un siècle d’occupation comme un événement assez important pour justifier le début d'une nouvelle dynastie.

## Règne

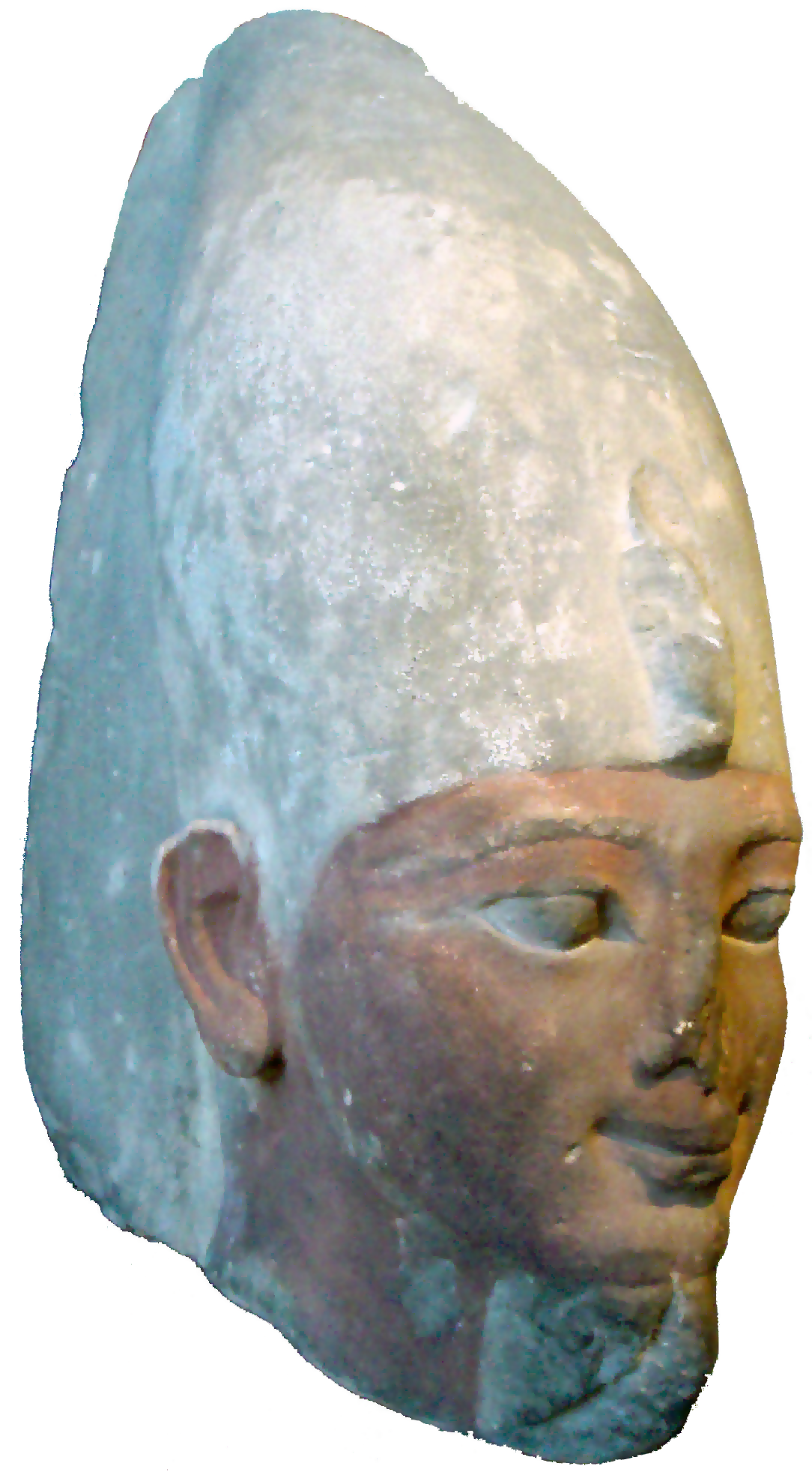
Tête d'un pharaon du début de la XVIIIe dynastie.

### Contexte
Le conflit entre les rois égyptiens de Thèbes et le roi hyksôs Apophis Ier commence lors du règne de Seqenenrê Tâa. Il se termine sous le règne d'Ahmôsis, après presque trente ans de guerres intermittentes. Seqenenrê Tâa est probablement tué dans une bataille contre les Hyksôs, comme le suggèrent les blessures de sa momie. Son successeur Ouadjkheperrê Kames est connu pour avoir attaqué et pillé les terres entourant de la capitale des Hyksôs, Avaris (l'actuelle Tell el-Dab'a). Ouadjkheperrê Kames a un règne très court, puisque la dernière année attestée de son règne est la troisième, et il est remplacé par Ahmôsis. Le roi hyksôs Apophis Ier trouve la mort à peu près au même moment. Il y a un désaccord quant à savoir si deux noms pour Apophis, trouvés dans les archives historiques, s'appliquent à des monarques différents ou s'ils désignent le même roi. S'il s'agit de deux rois différents, Apophis Ier est sans doute mort à peu près en même temps que Ouadjkheperrê Kames et il est remplacé par Apophis II.
Ahmôsis monte sur le trône alors qu'il est encore enfant. Sa mère Iâhhotep semble avoir joué un grand rôle, à en juger par les titres qu'elle porte : « Elle qui sait tout, qui lie (?) l'Égypte, (…) qui apaise la Haute-Égypte et chasse ceux qui s'opposent à elle », « soutien de l'Égypte ». Elle a effectivement consolidé le pouvoir thébain dans les années antérieures au règne d'Ahmôsis. Si Apophis II est le successeur d'Apophis Ier, alors son pouvoir semble limité au delta pendant la régence d'Iâhhotep, car son nom ne figure pas sur des monuments ou objets au sud de Bubaste.

### Lutte contre les Hyksôs et prise du delta
Ahmôsis entreprend la reconquête de la Basse-Égypte encore aux mains des Hyksôs. En l'an 15 de son règne, il reprend Memphis. Il continue sa progression et arrive aux abords du delta, aux environs de l'an onze du roi hyksôs Khamoudy. Toutefois l'ordre des événements qui suivent n'est pas universellement reconnu.
Il est très difficile d'analyser les détails de la conquête antérieurs au siège de la capitale hyksôs, Avaris. Presque tout ce que l'on sait vient de l'autobiographie du soldat Ahmès, fils d'Abana, trouvée dans son tombeau, et de quelques inscriptions figurant au verso du papyrus Rhind. L'une d'elles dit ceci :
« La onzième année du règne, le second mois de Chémou, Héliopolis a été prise. Le premier mois d'Akhet, le 23e jour, le prince du sud a fait irruption dans Tjarou,. »
On a longtemps pensé que cette date de règne se référait à Ahmôsis. On considère aujourd'hui qu'elle se rapporte à son adversaire hyksôs, Khamoudy. En effet, le papyrus Rhind désigne Ahmôsis sous le simple titre de « prince du sud » plutôt que de roi ou de pharaon, comme tout partisan thébain l'aurait fait. Anthony Spalinger note que la traduction de Ryholt de cette partie du papyrus Rhind doit plutôt se lire : « Le 1er mois d'Akhet, le 23e jour, le prince du sud (Ahmôsis) attaque Tjarou ». Spalinger ne remet pas en question la traduction de Ryholt, mais pose la question suivante :
« Est-il concevable qu'un texte pro-thébain décrive son pharaon de cette manière ? Car si la date se réfère à Ahmôsis, c'est que le scribe était un partisan de ce roi. Pour moi, la référence très indirecte à Ahmôsis – car ce doit être Ahmôsis - est signée d'un partisan de la dynastie des Hyksôs, les années de règne se rapportant à ce monarque et non pas [au roi] de Thèbes »

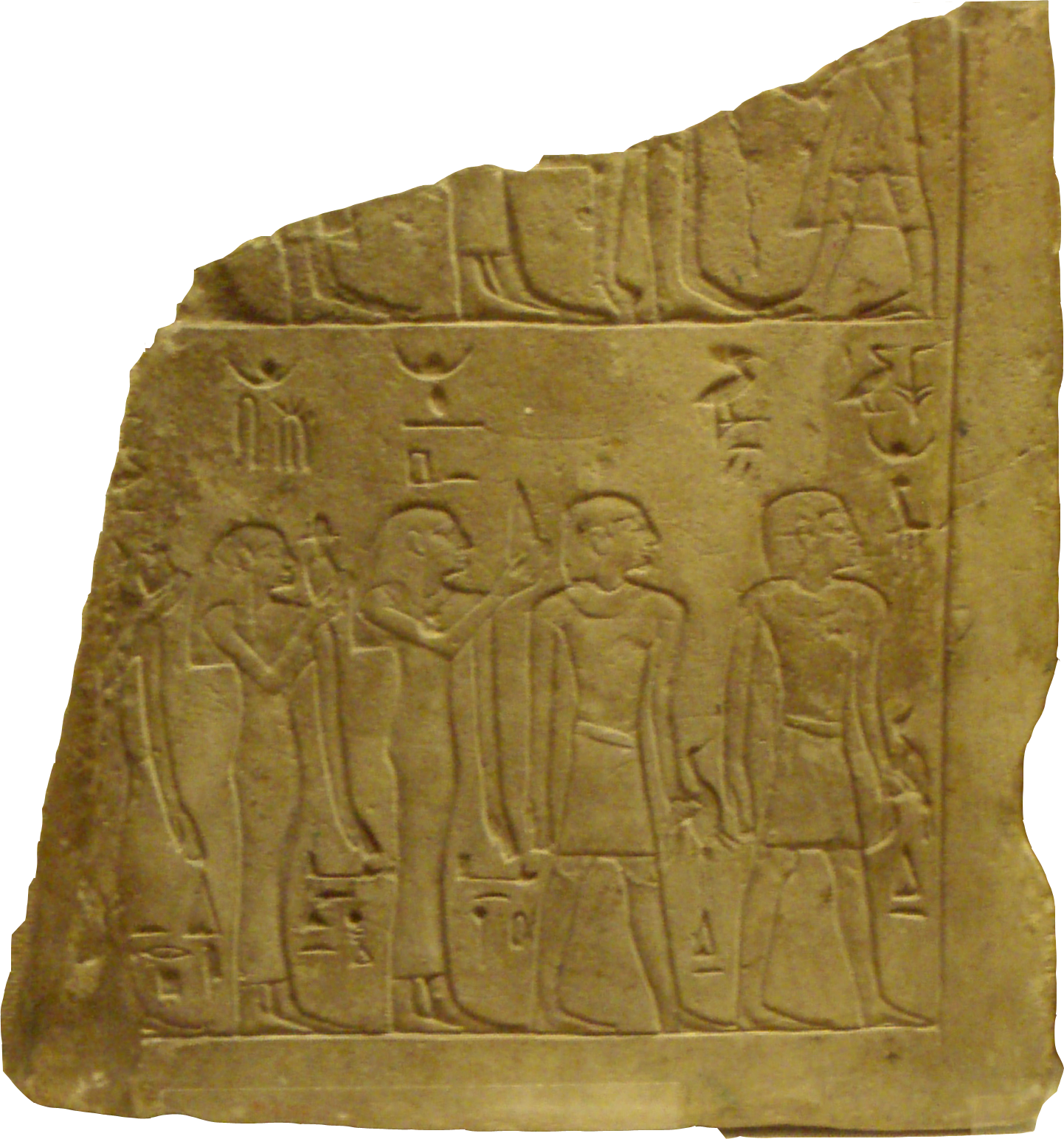
Trois personnages, sans doute de la famille royale, suivent Ahmôsis, alors encore « fils du roi ». Stèle MMA 90.6.130, Metropolitan Museum of Art de New York.

Le papyrus Rhind illustre également la stratégie militaire d'Ahmôsis dans son attaque du delta. Entré à Héliopolis en juillet, il descend le delta oriental pour prendre Tjarou, une forteresse majeure de la frontière sur la route d'Horus qui conduit vers Canaan en évitant Avaris. En prenant Tjarou en octobre, il coupe les communications entre Avaris et Canaan. Cela implique qu'il fait le blocus d'Avaris, privant la capitale hyksôs de toute aide ou ravitaillement qui viendrait de Canaan.
La dernière partie de la campagne est relatée sur les murs de la tombe d'Ahmès, fils d'Abana. Ces données indiquent qu'Ahmôsis a lancé trois attaques sur Avaris, mais qu'il a dû aussi réprimer une rébellion mineure au sud de l'Égypte. Après cela, lors d'un quatrième assaut, il prend la ville. Il complète sa victoire sur les Hyksôs par la conquête de leur place forte de Sharouhen, près de Gaza, au prix d'un siège de trois ans,. Ahmôsis aurait pris Avaris durant la 18e ou la 19e année de son règne, au plus tard. Ceci est suggéré par « un graffiti de la carrière de Toura selon lequel les « bœufs de Canaan » ont été utilisés lors de l'ouverture de la carrière dans la 22e année du règne d'Ahmôsis ». Ce bétail a probablement été importé après le siège de Sharouhen qui a suivi la chute d'Avaris, signifiant que le règne de Khamoudy a dû s'achever au plus tard durant la 18e ou 19e année d'Ahmôsis.

### Campagnes à l'extérieur de l'Égypte

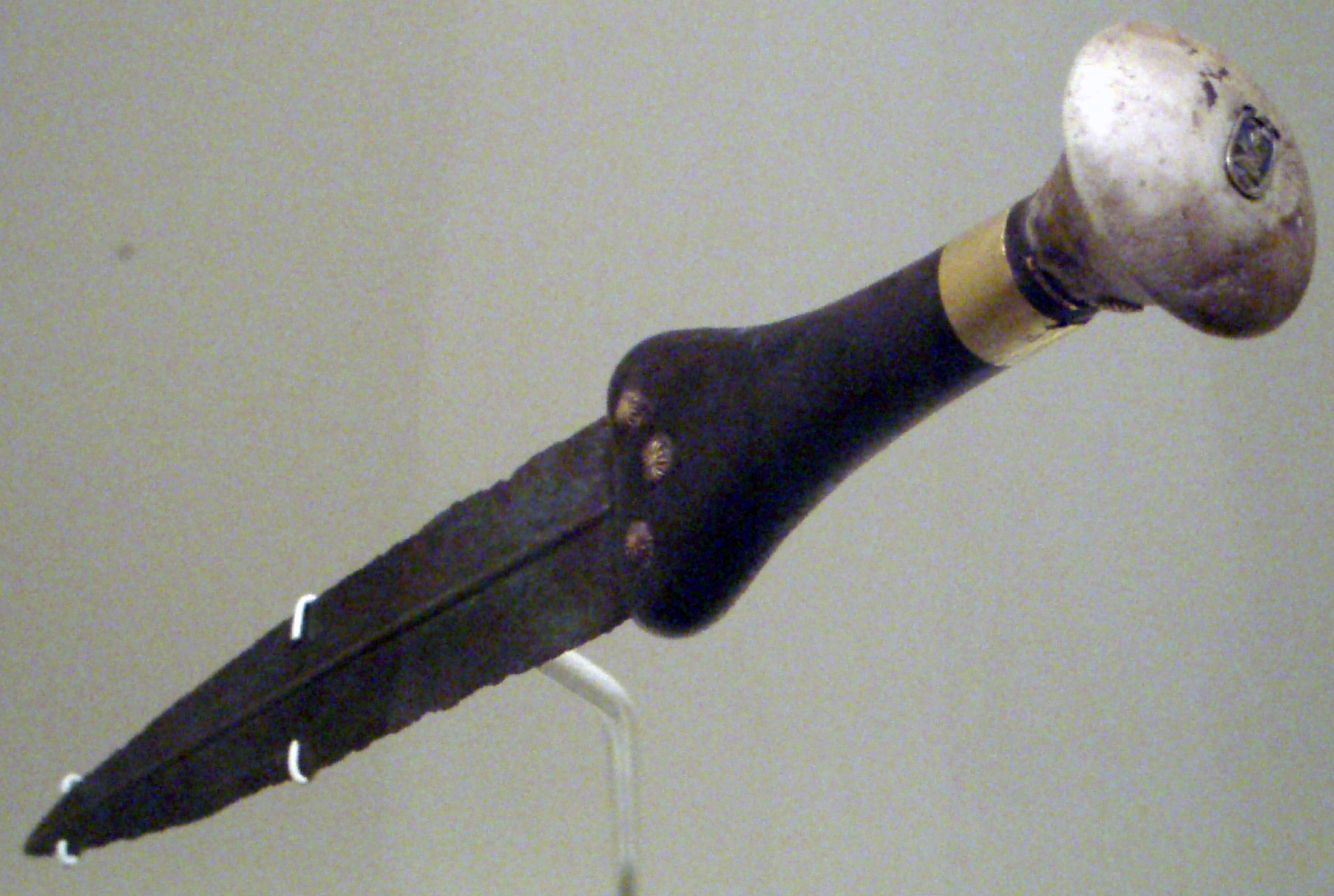
Dague portant le nom Ahmôsis exposé au Royal Ontario Museum de Toronto.

Après avoir vaincu les Hyksôs, Ahmôsis se lance dans des campagnes en Syrie et en Nubie. Il guerroie en Nubie, au-delà de la deuxième cataracte, où il soumet les Iountyou Sétyou. Le pays est placé sous l'autorité d'un vice-roi, le « fils royal de Koush » Djéhouty.
Au cours de sa 22e année, il atteint Djahy, au Levant, et peut-être l'Euphrate, bien que ce soit plutôt Thoutmôsis Ier, l'un de ses successeurs, qui est crédité d'avoir été le premier à faire campagne jusque-là. Mais Ahmôsis est allé au moins jusqu'à Kedem, située peut-être près de Byblos selon un ostracon de la tombe de son épouse, Ahmès-Néfertary. Les informations concernant cette campagne sont pauvres. Le soldat Ahmès, fils d'Abana, servait dans la marine égyptienne et n'a donc pas pu participer à cette expédition terrestre. On peut cependant déduire des fouilles effectuées au sud de Canaan qu'à la fin du XVIe siècle av. J.-C., Ahmôsis et ses successeurs immédiats cherchaient seulement à briser le pouvoir des Hyksôs en détruisant leurs villes, et non pas à conquérir Canaan. De nombreux sites y ont été complètement dévastés et n'ont pas été reconstruits au cours de cette période, une attitude qu'un pharaon véritablement conquérant n'aurait sans doute pas adoptée.
Les campagnes d'Ahmôsis en Nubie sont mieux documentées. Peu de temps après la première campagne, un chef nubien nommé Aata, qui s'était rebellé contre Ahmôsis, est écrasé. Après cette tentative, un Égyptien anti-thébain nommé Téti-ân rassemble de nombreux rebelles en Nubie, mais il est lui aussi défait. C'est ce que déclare Ahmès, fils d'Abana, dans sa biographie : après son retour de Nubie, le roi fit face à la rébellion d'un « méprisable ennemi du nom de Téti-ân. Il avait réuni autour de lui des sournois. Sa Majesté le tua et sa bande fut comme si elle n’avait jamais existé ».
Ahmôsis restaure la domination égyptienne sur la Nubie, désormais contrôlée depuis un nouveau centre administratif établi à Bouhen. Le roi semble avoir récompensé des princes locaux qui avaient soutenu sa cause et celle de ses prédécesseurs.
Ayant enfin « saisi l’héritage de celui qui l’a engendré », Ahmôsis dote richement le temple d’Amon à Karnak. Par ailleurs, il remplace les nomarques par des hommes de confiance, rouvre les mines de turquoise ainsi que les carrières de calcaire et d’albâtre, et rétablit les échanges commerciaux avec Byblos et le Levant.

### Art et architecture

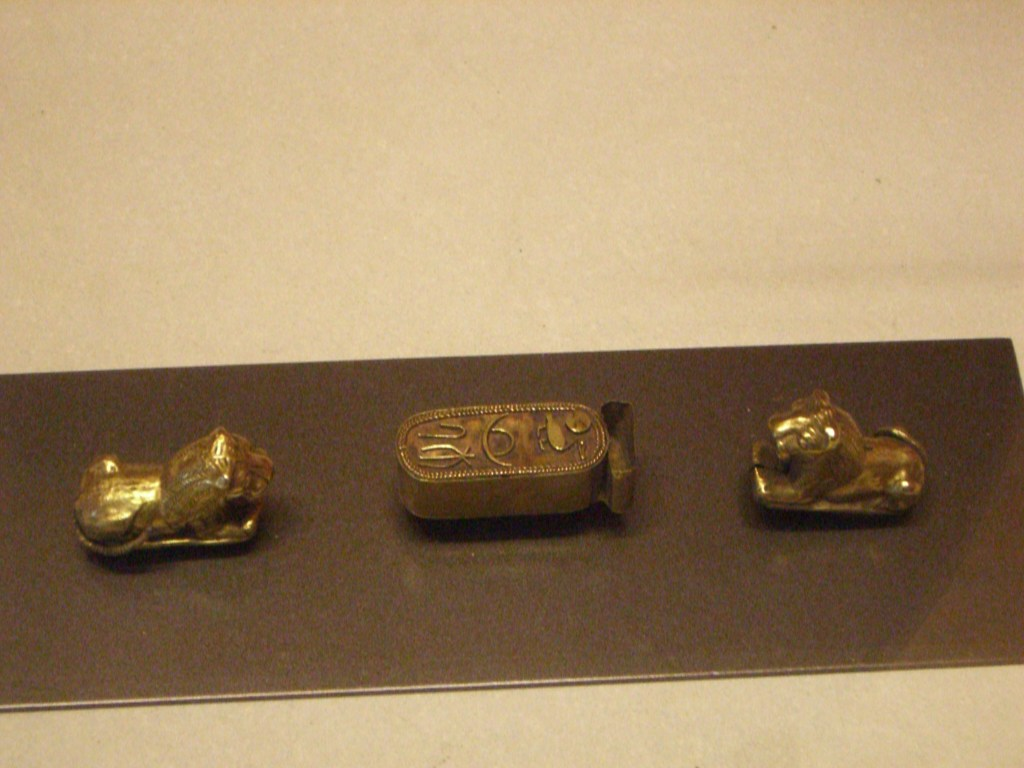
Bracelet au nom d'Ahmôsis retrouvé sur la momie de son frère Ouadjkheperrê Kames conservé au Musée du Louvre.

Avec la réunification de la Haute et la Basse-Égypte opérée sous Ahmôsis, le soutien royal pour les arts et la construction monumentale est renouvelé. Ahmôsis aurait consacré un dixième de ses ressources au culte des dieux traditionnels, à la relance de l'architecture monumentale et de tous les arts. Toutefois, la défaite des Hyksôs ayant eu lieu relativement tard sous son règne, son programme de construction ultérieur à la reprise du delta n'a pas duré plus de sept ans. Une grande partie de ce qui a été commencé ne sera probablement achevé que sous son fils et successeur Amenhotep Ier.
Les techniques de construction initiées sous le règne d'Ahmôsis utilisent une pierre beaucoup plus fine que sous la Deuxième Période intermédiaire. Le contrôle du delta et de la Nubie permet désormais d'accéder à des ressources absentes en Haute-Égypte : l'or et l'argent viennent de Nubie, le lapis-lazuli des régions éloignées de l'Asie centrale, le cèdre de Byblos. Les mines de turquoise de Sarabit al-Khadim dans le Sinaï sont rouvertes. La nature des relations entre l'Égypte et la Crète est mal connue, mais des peintures et fresques minoennes ont été trouvées sur des objets de cette époque. L'Égypte considérait d'ailleurs la mer Égée comme faisant partie de son empire. Ahmôsis rouvre les carrières de pierres de calcaire de Tourah pour construire des monuments à Memphis et à Thèbes. Si l'on en croit une inscription de cette carrière, il utilise du bétail asiatique pris en Phénicie pour transporter ces pierres,.
L'art est très proche du style thébain du Moyen Empire, et les stèles sont gravées avec la même qualité. Cela reflète une tendance conservatrice à faire revivre les modes d'avant les Hyksôs. On connaît seulement trois statues attestées qui représentent Ahmôsis : un ouchebti, conservé au British Museum et provenant probablement de sa tombe (qui n'a jamais été trouvée), et deux statues grandeur nature, l'une conservée au Metropolitan Museum of Art de New York et l'autre au Musée de Khartoum. Toutes montrent des yeux légèrement écarquillés, un trait que l'on retrouve sur des stèles représentant le pharaon. Dans le même style, un petit sphinx de calcaire est conservé au Musée national d'Écosse à Édimbourg, provisoirement identifié comme représentant Ahmôsis.
On pense que l'art de la verrerie a été mis au point sous le règne d'Ahmôsis. Les plus anciens échantillons de verre semblent avoir été des pièces défectueuses de faïence, mais l'artisanat du verre n'a pas commencé avant de début de la XVIIIe dynastie. L'une des plus anciennes perles de verre retrouvées porte les noms d'Ahmôsis et d'Amenhotep Ier, inscrits dans un style correspondant à peu près à leur règne. Si la verrerie est élaborée au plus tôt sous le règne d'Ahmôsis, et les premiers objets datés au plus tard du règne de son successeur, il est fort probable que ce soit l'un de ses artisans qui ait découvert la technique du verre.

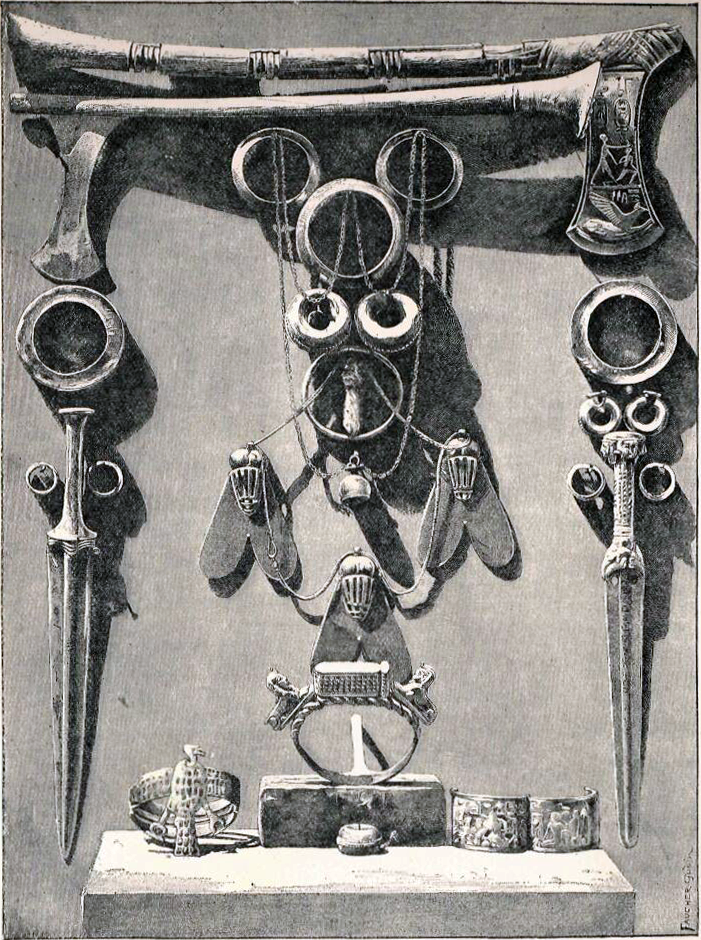
Bijoux et armes de cérémonie de la reine Iâhhotep, comprenant une hache dont la lame dépeint Ahmôsis Ier terrassant un soldat hyksôs, et des mouches d'or décernées à la reine pour son soutien contre les Hyksôs.

Ahmôsis reprend de grands projets de construction d'avant la Deuxième Période intermédiaire. Il commence à construire dans le sud du pays des temples principalement bâtis en briques, dont l'un dans le village nubien de Bouhen. En Haute-Égypte, il fait agrandir le temple d'Amon à Karnak et le temple de Montou à Erment. Selon une inscription de Tourah,,, il utilise du calcaire blanc pour construire le grand temple de Ptah et le harem du sud d'Amon, mais il ne peut pas finir ce second projet. Il construit un cénotaphe pour sa grand-mère, la reine Tétishéri à Abydos.
Les fouilles menées par Manfred Bietak à Avaris montrent qu'Ahmôsis a possédé un palais à l'emplacement des fortifications de l'ancienne capitale Hyksôs. Bietak retrouva des fragments de fresques de style minoen qui avaient couvert les murs de ce palais. Il y eut par la suite beaucoup de spéculations sur le rôle que cette civilisation égéenne a pu jouer dans le commerce et les arts.
Sous le règne d'Ahmôsis, la ville de Thèbes devient la capitale de toute l'Égypte, comme elle l'avait été au début du Moyen Empire. Cette ville voit s'installer dans ses murs l'administration du pays et de nombreux fonctionnaires. La demande de scribes augmente et les archives royales se remplissent de comptes et de rapports. Le choix de Thèbes est probablement stratégique, cette ville étant située au centre du pays, à mi-chemin entre les Hyksôs au nord et les Nubiens au sud. Tout foyer d'opposition se déclarant à la frontière du royaume thébain pouvait être éteint facilement.
Mais le changement le plus important est sans doute d'ordre religieux : Thèbes devient effectivement le centre religieux autant que politique du pays, son dieu Amon étant crédité de la protection divine qui a permis à Ahmôsis de vaincre les Hyksôs. L'importance du complexe des temples de Karnak s'en voit considérablement augmentée, et celle du culte de Rê basée à Héliopolis diminuée.
Plusieurs stèles trouvées à Karnak détaillent le travail effectué par Ahmôsis. Deux d'entre elles le dépeignent comme un bienfaiteur pour le temple. Dans l'une d'elles, connue comme la « stèle de la tempête », il déclare avoir reconstruit les pyramides de ses prédécesseurs, à Thèbes, qui avaient été détruites par une violente tempête,,.

### Succession
À sa mort, Ahmôsis est remplacé par son fils Amenhotep Ier. Une minorité de chercheurs soutient qu'Ahmôsis a eu une brève corégence avec Amenhotep, d'une durée maximale de six ans. Or si tel était le cas, Amenhotep n'aurait pas pu être roi avant la 18e année du règne d'Ahmôsis, l'année où Ahmosé-Ânkh, le premier héritier présumé, a dû mourir. Des indices indiquent qu'une corégence a peut-être eu lieu, mais les preuves définitives manquent :
- trois petits objets, marqués des prénoms des deux pharaons l'un à côté de l'autre : une perle de verre, déjà mentionnée, une petite amulette de feldspath et une stèle brisée, tous inscrits dans le style propre au début de la XVIIIe dynastie[40]. Cette stèle dit qu'à Amenhotep est « donnée la vie éternelle », une expression égyptienne signifiant que le roi est vivant. Mais le nom d'Ahmôsis n'est pas suivi de la formule « juste de voix » habituellement donnée aux pharaons défunts[40]. Le prénom est reçu en montant sur le trône et, en supposant que les deux rois étaient contemporains, il serait indiqué que les deux régnaient en même temps. Il se peut cependant qu'Amenhotep ait simplement voulu s'associer à son père bien-aimé déjà mort, réunificateur de l'Égypte ;
- Amenhotep Ier semble avoir presque terminé la préparation d'une fête-Sed, ou même commencé à la célébrer à l'époque de sa mort. Mais son règne a seulement duré vingt-et-un ans, et une fête-Sed n'est traditionnellement célébrée qu'à partir de la trentième année. Certains ont affirmé que si Amenhotep Ier a eu une corégence significative avec son père, il a pu être tenté de célébrer sa fête-Sed en comptant les années depuis la date de son couronnement plutôt que celle à partir de laquelle il a régné seul. Cela expliquerait mieux les préparatifs de sa fête-Sed à Karnak[48]. Il y a deux exemples contemporains du Nouvel Empire de la rupture de cette tradition : avec Hatchepsout, qui a célébré sa fête-Sed lors de la seizième année de son règne, et avec Akhenaton, qui l'a célébrée au début de sa 17e[49] ;
- l'épouse d'Ahmôsis, Ahmès-Néfertary, était appelée à la fois « grande épouse royale » et « mère du roi » dans deux stèles qui furent dressées dans les carrières de calcaire de Ma'sara au cours de la 22e année du règne d'Ahmôsis. Pour qu'elle fût littéralement la « mère du roi », il faut qu'Amenhotep eût été déjà roi[Note 19],[50]. Il est cependant possible que son fils Amenemhat ait été fait corégent par Amenhotep Ier, mais soit mort avant lui[11].

Ces incertitudes rendent la réalité d'une corégence impossible à prouver ou à réfuter. Les travaux de Redford et de Murnane sont indécis car il n'y a pas de preuve concluante. Même s'il en existait, cela ne changerait rien à la chronologie de la période, car dans ce cas Amenhotep aurait commencé à compter les dates de son règne à partir de sa première année en tant que souverain unique,. Toutefois, les tenants de la corégence notent que, du fait qu'une rébellion contre Ahmôsis eut lieu durant son règne, il était prudent de couronner son successeur avant sa mort, afin de prévenir toute querelle dynastique.

## Sépulture

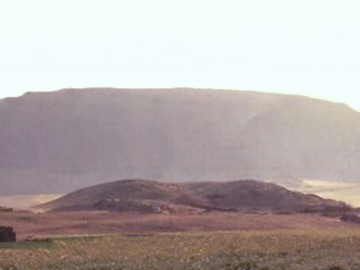
Pyramide d'Ahmôsis à Abydos.

Ahmôsis fera l'objet d'un culte qui perdurera longtemps après sa mort. Sa momie a été retrouvée à Deir el-Bahari, mais c'est dans son cénotaphe d'Abydos (la ville d'Osiris) que ses adorateurs entretiennent son culte funéraire. Les restes d’un temple funéraire et d'une pyramide découverts à Abydos ont été identifiés en 1902 comme étant les siens, notamment par la découverte sur place d'un poignard à son nom, conservé depuis au Royal Ontario Museum au Canada.

### Pyramide

Schéma de la pyramide d'Ahmôsis.

Schéma du complexe de la pyramide d'Ahmôsis.

Les restes de sa pyramide ont été découverts à Abydos en 1899 et identifiés en 1902. Cette pyramide et son complexe ont fait l'objet d'une fouille, conduite en 1993 par la Pennsylvania - Yale - New York University Expedition sous la direction de Stephen Harvey. La plupart des pierres de son revêtement extérieur avaient été volées au cours des siècles, et le monticule de gravats sur laquelle elle a été construite s'était effondré. Toutefois, deux gradins de pierres emboîtées ont été retrouvés intacts par Arthur Mace. Celui-ci estima que la pyramide avait une pente de soixante degrés, d'après l'analyse de son enveloppe extérieure en calcaire (à comparer aux 51 degrés de la pyramide de Khéops). L'intérieur de la pyramide n'a pas été exploré depuis 1902, mais des travaux réalisés en 2006 ont révélé une partie d'une rampe massive en briques construite contre sa façade. Au pied de la pyramide se trouvait un complexe de temples en pierres entouré d'une enceinte en briques. Les recherches de Harvey ont révélé trois structures, en plus du « temple de la pyramide d'Ahmôsis » localisé par Arthur Mace. La structure la plus proche de la base de la pyramide était probablement son principal lieu de culte. Parmi les milliers de fragments sculptés et peints découverts depuis 1993, plusieurs décrivent une bataille contre un ennemi asiatique. Selon toute vraisemblance, ces reliefs qui montrent des archers, des navires, des asiatiques morts et la première représentation connue d'un cheval en Égypte, constituent la seule représentation des batailles d'Ahmôsis contre les Hyksôs.
Sur le côté est de la pyramide, Harvey a identifié deux temples construits par la femme d'Ahmôsis, la reine Ahmès-Néfertary. L'une de ces structures comporte des briques estampillées avec le nom du trésorier en chef Néferperet, le fonctionnaire responsable de la réouverture des carrières de pierre de Tourah pendant la 22e année du règne d'Ahmôsis. Le troisième et le plus grand (temple C) est similaire au temple de la pyramide en forme et en dimensions, mais ses briques marquées et les détails de sa décoration indiquent que c'était un lieu de culte dédié à la reine Ahmès-Néfertary.
L'axe du complexe pyramidal est associé à une série de monuments qui s'enchaînent sur un kilomètre de désert. Le long de cet axe se placent plusieurs structures-clés :
- une grande pyramide, dédiée à sa grand-mère Tétishéri et qui contenait une stèle représentant Ahmôsis lui offrant des présents ;
- un complexe souterrain, taillé dans la pierre et qui a dû servir comme représentation symbolique du royaume souterrain d'Osiris ou comme une tombe royale[56] ;
- un temple en terrasses, construit contre de hautes falaises, associant massifs en pierre et terrasses de briques. Ces éléments reflètent en général un plan similaire à celui du cénotaphe de Sésostris III, et sa construction contient des éléments qui reflètent le style des complexes pyramidaux de l'Ancien et du Moyen Empire[56].

Une controverse est en cours pour savoir si cette pyramide est la sépulture d'Ahmôsis ou s'il s'agit d'un cénotaphe. Bien que les premiers explorateurs Mace et Currelly n'aient pas pu localiser les chambres internes, il est peu probable qu'une chambre funéraire soit située au milieu des décombres de la base de la pyramide. En l'absence de toute mention d'un tombeau du roi Ahmôsis dans la liste des tombes pillées du papyrus Abbott, et en l'absence d'autres tombeaux possibles pour ce roi, il se peut que celui-ci soit enterré à Abydos comme le suggère Harvey. Certes, le grand nombre de structures de culte situées à la base de la pyramide, ainsi que la présence à la base de la pyramide d'un cimetière utilisé par les prêtres du culte d'Ahmôsis, plaident en faveur de l'importance du culte du roi à Abydos. Toutefois, d'autres égyptologues pensent que la pyramide est un cénotaphe (comme celle de Tétishéri) et qu'Ahmôsis a d'abord été enterré dans la partie sud de Dra Abou el-Naga, avec le reste des membres des XVIIe et XVIIIe dynasties.
Cette pyramide est la dernière jamais construite dans le cadre d'un complexe funéraire royal en Égypte. La forme pyramidale sera abandonnée par les pharaons du Nouvel Empire, pour des raisons tant pratiques que religieuses. Les plateaux de Gizeh, d'Abousir, de Saqqarah ou de Dahchour offrent beaucoup d'espace pour construire des pyramides, ce qui n'est pas le cas à Thèbes, confinée entre des falaises et où toutes sépultures aménagées dans la plaine environnante auraient été exposées aux inondations. La forme pyramidale est associée au dieu solaire Rê, qui est éclipsée par Amon en importance. L'une des significations du nom d'Amon est le caché, ce qui signifie qu'il était désormais théologiquement admissible de cacher la tombe du pharaon, en séparant totalement le temple funéraire du lieu de la tombe réelle. Cela avait l'avantage de mieux protéger la sépulture des pilleurs de nécropoles. Tous les pharaons ultérieurs du Nouvel Empire seront enterrés dans des tombes rupestres de la vallée des Rois.

### Momie

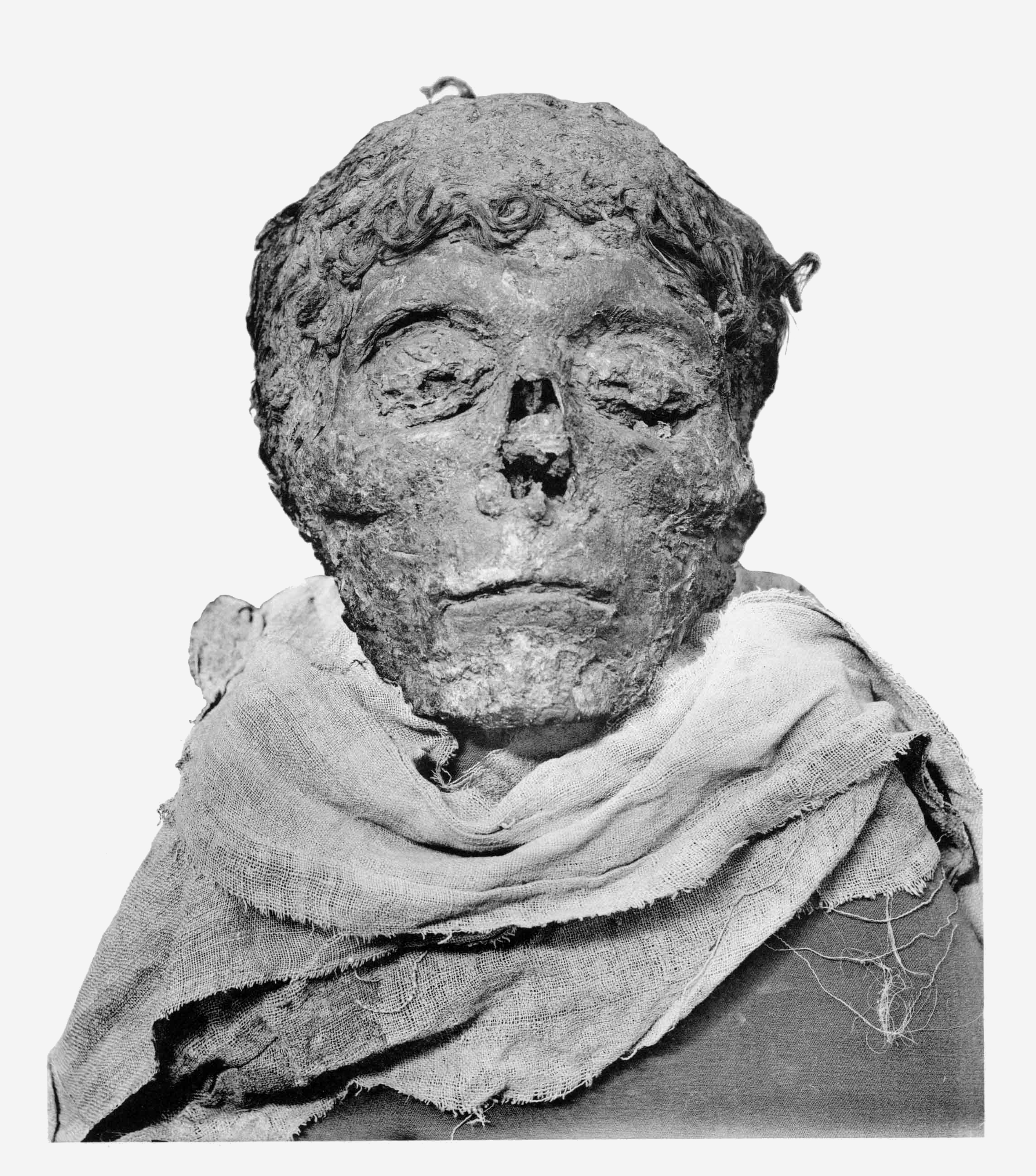
Tête momifiée d'Ahmôsis.

La momie d'Ahmôsis Ier a été découverte en 1881 dans la « cachette royale » de Deir el-Bahari (tombe DB 320), située dans les collines au-dessus du temple mortuaire d'Hatchepsout. Il fut enterré avec les momies d'autres pharaons des XVIIe, XVIIIe et XXIe dynasties, Amenhotep Ier, Thoutmôsis Ier, Thoutmôsis II, Thoutmôsis III, Ramsès Ier, Séthi Ier, Ramsès II et Ramsès IX, Pinedjem Ier, Pinedjem II.
La momie d'Ahmôsis fut examinée par Gaston Maspero le 9 juin 1886. Elle avait été découverte dans un cercueil qui portait son nom en hiéroglyphes, nom que l'on retrouve sur ses bandages en écriture hiératique. Bien que son sarcophage en bois de cèdre date de la XVIIIe dynastie, il n'est de qualité ni royale ni même notable, et tous les ornements qu'il possédait ont disparu.
Ahmôsis a cependant laissé de très nombreux « témoignages » dans les tombes de ses parents, qui permettent d'imaginer aisément dans quel faste il a été enseveli. Citons un bracelet composé d'un cartouche en or massif encadré de deux lions couchés miniatures qui ornaient la momie de son frère et prédécesseur, Ouadjkheperrê Kames. Signe des temps, on retrouva également des armes et des bijoux à son nom dans la tombe de sa mère Iâhhotep à Dra Abou el-Naga.
Le corps fut apparemment déplacé de sa sépulture initiale, qui avait probablement été profanée. Il fut ré-emmailloté par les prêtres et placé dans la cachette de Deir el-Bahari pendant le règne du roi-prêtre Pinedjem II de la XXIe dynastie, dont le nom est apposé sur les bandelettes de la momie d'Ahmôsis. Autour de son cou, une guirlande de delphinium en fleurs avait été placée. Le corps portait les traces d'un pillage antique, la tête ayant été détachée de son corps et son nez cassé.
Le corps mesure 1,63 m de hauteur et le visage est de petite taille, sans traits distinctifs. Les dents de devant sont légèrement saillantes, ce qui est une caractéristique héréditaire de la famille, puisqu'on la retrouve dans quelques momies féminines de la même famille, ainsi que sur la momie de l'un de ses descendants, Thoutmôsis II.
Une brève description de la momie par Gaston Maspero éclaire davantage les ressemblances familiales :
« … Il était de taille moyenne, son corps momifié mesurant seulement cinq pieds et six pouces (1,7 m). Mais le développement du cou et la poitrine indique une force extraordinaire. La tête est petite par rapport au buste, le front bas et étroit, les pommettes proéminentes et les cheveux épais et ondulés. Le visage ressemble fortement à celui de Tiûâcrai, une ressemblance qui à elle seule prouve la parenté, même si nous ignorons la relation étroite qui relie ces deux pharaons. »
L'étude initiale de la momie a d'abord fait apparaître un homme de cinquante ans, mais des examens ultérieurs montrèrent qu'il était plutôt âgé d'environ 35 ans à sa mort. L'identité de cette momie (catalogue du Musée du Caire no 61057) a été remise en cause en 1980 par les résultats publiés par James Harris, professeur d'orthodontie, et de l'égyptologue Edward Wente. Harris fut autorisé à analyser aux rayons X toutes les momies supposées royales du Musée égyptien du Caire. Même si l'histoire nous rapporte qu'Ahmôsis était le fils ou le petit-fils de Seqenenrê Tâa, la morphologie cranio-faciale des deux momies est très différente. Elle est également différente de celle de la momie féminine reconnue comme celle d'Ahmès-Néfertary, supposée être sa sœur. Ces incohérences, et le fait que cette momie n'avait pas les bras croisés sur la poitrine comme c'était l'usage pour les momies royales masculines, ont amené à la conclusion que ce n'était probablement pas une momie royale, semant le doute sur l'identité d'Ahmôsis.
La momie est maintenant conservée au Musée de Louxor, à côté de celle supposée de Ramsès Ier, dans le cadre d'une exposition permanente appelée « l'âge d'or de l'armée égyptienne ».